# Justin Holiday
Justin Alaric Holiday (nascido em 5 de abril de 1989) é um jogador de basquete profissional americano que atualmente joga no Virtus Bologna da LBA (Itália) e EuroLiga.
Ele jogou basquete universitário na Universidade de Washington e jogou no Okapi Aalstar da Liga Belga, no Szolnoki Olaj KK da Liga Húngara, no Idaho Stampede e Santa Cruz Warriors da G League e no Philadelphia 76ers, Golden State Warriors, Atlanta Hawks, Chicago Bulls, New York Knicks e Memphis Grizzlies da NBA.
Ele é irmão dos também jogadores da NBA, Jrue Holiday e Aaron Holiday.

## Carreira no ensino médio
Holiday frequentou a Campbell Hall School em Studio City, Califórnia. Em seu último ano, ele obteve uma média de 19,1 pontos, 9,5 rebotes e 2,0 bloqueios por jogo, enquanto levava equipe a um recorde de 33-1 e ao título estadual de Classe IV.

## Carreira na faculdade
Em sua temporada de calouros na Universidade de Washington, Holiday jogou com moderação. Em 19 jogos, ele obteve uma média de 0,7 pontos em 6,6 minutos.
Em sua segunda temporada, seu papel, tempo e produção aumentaram. Em 35 jogos, ele obteve média de 2,1 pontos, 2,5 rebotes e 1,2 assistências em 15,6 minutos.
Em sua terceira temporada, ele foi nomeado para a equipe defensiva da Pac-10. Em 34 jogos, ele obteve uma média de 5,9 pontos, 4,5 rebotes, 1,8 assistências e 1,0 roubadas de bola em 22,2 minutos.
Em sua última temporada, ele foi nomeado co-capitão dos Huskies junto com Isaiah Thomas. Ele foi nomeado o Jogador Defensivo do Ano da Pac-10 pelo Netscouts Basketball. Em 35 jogos, ele obteve uma média de 10,5 pontos, 5,2 rebotes, 2,1 assistências e 1,2 roubadas de bola em 28,3 minutos.

## Carreira profissional

### Primeiros anos (2011-2014)

#### Temporada de 2011-12
Holiday não foi selecionado no Draft da NBA de 2011. Em 4 de agosto de 2011, ele assinou com Okapi Aalstar, da Bélgica, para a temporada de 2011-12. Ele foi titular da equipe belga ao lado de Chris Copeland.

#### Temporada de 2012–13
Em julho de 2012, Holiday se juntou ao Cleveland Cavaliers para a Summer League de 2012. Em 1 de outubro de 2012, ele assinou com os Cavaliers. No entanto, ele foi dispensado em 10 de outubro de 2012. Dois dias depois, ele foi contratado pelo Portland Trail Blazers. No entanto, ele foi dispensado em 27 de outubro.
Em 31 de outubro de 2012, Holiday foi adquirido pelo Idaho Stampede. Em 28 de novembro, ele estreou no Idaho em uma derrota por 112-98 para o Los Angeles D-Fenders, registrando 15 pontos e seis rebotes.
Em 1º de abril de 2013, Holiday assinou contrato com o Philadelphia 76ers. Dois dias depois, ele estreou nos 76ers com uma derrota de 88-83 para o Charlotte Bobcats, registrando dois pontos e dois rebotes em sete minutos.

#### Temporada de 2013-14
Em julho de 2013, Holiday se juntou ao Philadelphia 76ers para a Summer League de 2013. Em 14 de agosto de 2013, ele foi dispensado pelos 76ers. Em 30 de setembro de 2013, ele assinou com o Utah Jazz. No entanto, ele foi dispensado em 26 de outubro de 2013, depois de jogar sete jogos na pré-temporada.
Em 21 de novembro de 2013, Holiday assinou com Szolnoki Olaj da Hungria pelo resto da temporada de 2013-14. Em 19 jogos pelo Szolnoki, ele teve uma média de 12,9 pontos, 3,8 rebotes e 1,7 assistências por jogo.

### Golden State Warriors (2014-2015)
Em julho de 2014, Holiday se juntou ao Golden State Warriors para a Summer League de 2014. Em 8 de setembro de 2014, ele assinou definitivamente com os Warriors. Em 14 de novembro de 2014, ele foi designado para o Santa Cruz Warriors. Ele foi chamado de volta no dia seguinte.
Em 13 de março de 2015, ele marcou 23 pontos em uma derrota para o Denver Nuggets. Holiday ganhou seu primeiro título da NBA com so Warriors depois de derrotar o Cleveland Cavaliers nas finais da NBA de 2015 em seis jogos. 
Em 59 jogos pelo Golden State na temporada de 2014-15, ele obteve uma média de 4,3 pontos e 1,2 rebotes.

### Atlanta Hawks (2015–2016)
Em 9 de julho de 2015, Holiday assinou um contrato de vários anos com o Atlanta Hawks. Em 29 de outubro, ele estreou na temporada com uma vitória por 112-101 sobre o New York Knicks, registrando dois pontos em 13 minutos.

### Chicago Bulls (2016)
Em 18 de fevereiro de 2016, Holiday foi negociado com o Chicago Bulls em uma negociação de três equipes envolvendo os Hawks e o Utah Jazz.
Em 11 de março de 2016, ele fez seu primeiro jogo como titular dos Bulls. Em 38 minutos, ele registrou 14 pontos, 4 rebotes, 1 assistência, 2 roubadas de bola e 2 bloqueios na derrota por 118-96 para o Miami Heat.

### New York Knicks (2016-2017)
Em 22 de junho de 2016, Holiday foi negociado, juntamente com Derrick Rose e uma escolha de segunda rodada do Draft de 2017, para o New York Knicks em troca de José Calderón, Jerian Grant e Robin Lopez. 
Ele jogou em todos os 82 jogos dos Knicks na temporada de 2016-17 e teve médias de 7.7 pontos, 1.2 assistências e 2.7 rebotes em 20.0 minutos.

### Retorno a Chicago (2017–2019)
Em 10 de julho de 2017, Holiday assinou com o Chicago Bulls, retornando à franquia para uma segunda temporada.
Em 23 de novembro de 2018, Holiday registrou 27 pontos e 13 rebotes em uma derrota de 103-96 para o Miami Heat. Um dia depois, ele teve 14 pontos e 11 rebotes em uma derrota por 111-96 para o Minnesota Timberwolves.
Ele jogou em 72 jogos na temporada de 2017-18 e teve médias de 12.2 pontos, 2.1 assistências e 4.0 rebotes em 31.5 minutos.

### Memphis Grizzlies (2019)
Em 3 de janeiro de 2019, Holiday foi negociado com o Memphis Grizzlies em troca de MarShon Brooks, Wayne Selden Jr. e duas futuras escolhas de draft de segunda rodada.
Em 7 de abril de 2019, ele marcou 30 pontos em uma derrota de 129-127 para o Dallas Mavericks.

### Indiana Pacers (2019 – Presente)
Em 31 de julho de 2019, Holiday assinou contrato com o Indiana Pacers, unindo-o ao seu irmão mais novo, Aaron.

## Estatísticas

### NBA

#### Temporada regular
| Ano      | Equipe       | PJ  | PT  | MPJ  | AP   | 3P   | LL   | RT  | AS  | BR  | TO | PPJ  |
| -------- | ------------ | --- | --- | ---- | ---- | ---- | ---- | --- | --- | --- | -- | ---- |
| 2012–13  | Philadelphia | 9   | 0   | 15.8 | .333 | .250 | .750 | 1.6 | 1.7 | .3  | .7 | 4.7  |
| 2014–15  | Golden State | 59  | 4   | 11.1 | .387 | .321 | .822 | 1.2 | .8  | .7  | .2 | 4.3  |
| 2015–16  | Atlanta      | 26  | 1   | 10.1 | .329 | .222 | .500 | 1.0 | .4  | .5  | .2 | 2.4  |
| 2015–16  | Chicago      | 27  | 4   | 18.9 | .413 | .433 | .815 | 2.3 | 1.7 | .7  | .6 | 6.5  |
| 2016–17  | New York     | 82  | 4   | 20.0 | .433 | .355 | .825 | 2.7 | 1.2 | .8  | .4 | 7.7  |
| 2017–18  | Chicago      | 72  | 72  | 31.5 | .371 | .359 | .823 | 4.0 | 2.1 | 1.1 | .4 | 12.2 |
| 2018–19  | Chicago      | 38  | 38  | 34.9 | .383 | .359 | .896 | 4.4 | 2.2 | 1.8 | .6 | 11.6 |
| 2018–19  | Memphis      | 44  | 39  | 29.1 | .389 | .333 | .900 | 3.5 | 1.4 | 1.2 | .3 | 9.5  |
| 2019–20  | Indiana      | 73  | 6   | 25.0 | .428 | .405 | .791 | 3.3 | 1.3 | 1.2 | .6 | 8.3  |
| Carreira | Carreira     | 430 | 168 | 21.8 | .385 | .337 | .791 | 2.6 | 1.4 | .9  | .4 | 7.4  |

#### Playoffs
| Ano      | Equipe       | PJ | PT | MPJ  | AP   | 3P    | LL   | RT  | AS | BR  | TO  | PPJ |
| -------- | ------------ | -- | -- | ---- | ---- | ----- | ---- | --- | -- | --- | --- | --- |
| 2015     | Golden State | 5  | 0  | 2.2  | .500 | 1.000 | .000 | .2  | .2 | .0  | .0  | .6  |
| 2020     | Indiana      | 4  | 2  | 32.8 | .476 | .500  | .333 | 3.8 | .8 | 1.5 | 1.3 | 7.3 |
| Carreira | Carreira     | 9  | 2  | 17.5 | .488 | .750  | .166 | 2.0 | .5 | .7  | .6  | 3.9 |

### Universitário
| Ano      | Equipe     | PJ  | PT | MPJ  | AP   | 3P   | LL   | RT  | AS  | BR  | TO | PPJ  |
| -------- | ---------- | --- | -- | ---- | ---- | ---- | ---- | --- | --- | --- | -- | ---- |
| 2007–08  | Washington | 19  | 0  | 6.6  | .294 | .000 | .429 | 1.3 | .4  | .2  | .3 | .7   |
| 2008–09  | Washington | 35  | 0  | 15.6 | .441 | .250 | .619 | 2.5 | 1.2 | .4  | .3 | 2.1  |
| 2009–10  | Washington | 34  | 21 | 22.2 | .422 | .333 | .800 | 4.5 | 1.8 | 1.0 | .6 | 5.9  |
| 2010–11  | Washington | 35  | 35 | 28.3 | .465 | .359 | .772 | 5.2 | 2.1 | 1.2 | .8 | 10.5 |
| Carreira | Carreira   | 123 | 56 | 18.1 | .405 | .235 | .655 | 3.3 | 1.3 | .7  | .5 | 4.8  |

Fonte:

## Vida pessoal
Holiday é o filho de Shawn e Toya Holiday. Seus pais jogavam basquete universitário na Universidade do Estado do Arizona, onde Toya foi nomeada Jogadora do Ano da Pac-10 em 1982. Todos os seus três irmãos jogam basquete: o irmão mais novo Jrue joga profissionalmente no New Orleans Pelicans, enquanto o irmão mais novo Aaron joga no Indiana Pacers; Além disso, sua irmã mais nova, Lauren, jogou basquete no time feminino da UCLA. Ele também é cunhado da jogadora de futebol feminino da Seleção de Futebol Feminino dos Estados Unidos, Lauren Holiday.

Holiday tornou-se pai pela primeira vez em novembro de 2017, após o nascimento de sua filha.